# Mecolaesthus nigrifrons
Mecolaesthus nigrifrons is een spinnensoort uit de familie trilspinnen (Pholcidae). De soort komt voor op Saint Vincent. 